# Индриевые
Индриевые (лат. Indriidae) — обитающее исключительно на Мадагаскаре семейство из отряда приматов, в которое входят три рода, содержащие одиннадцать видов.
Члены семейства индриевых существенно отличаются друг от друга своими размерами. В то время как авагисы не учитывая хвост достигают длины всего лишь 30 см, индри является самым крупным живущим мокроносым приматом. Хвост индри весьма короток, а у авагисов и сифак такой же длинный, как и всё туловище. Шерсть длинная и нередко в узорах, по окраске от белой до серо-чёрной. Чёрные морды индриевых практически никогда не покрыты волосяным покровом. Задние лапы длиннее передних на одну треть, пальцы длинные и тонкие. Большой палец не может быть противопоставлен остальным пальцам.
Все виды индриевых являются обитателями деревьев, однако порой спускаются и на землю. На земле они стоят во весь рост и передвигаются короткими прыжками вперёд, поднимая передние лапы в высоту. Часто можно видеть, как они раскладываются на ветках и греются в лучах солнца, поворачивая к ним живот. Индриевые питаются строго по-вегетариански и в их пищу входят листья, фрукты и лепестки. Как и множество других животных, питающихся листвой, индриевые компенсируют низкую питательность своей пищи долгими периодами отдыха. Индриевые живут в родовых группах, составляющих от двух до пятнадцати зверей. Они общаются с помощью рёва и даже мимики.
Самки и самцы живут в долгих моногамных отношениях. В конце периодов засухи после четырёх- или пятимесячной беременности на свет появляется один детёныш, который остаётся в семейной группе даже после отвыкания от молока, что происходит спустя пять или шесть месяцев после рождения. Вырубка тропических лесов привела к тому, что все виды индриевых относятся сегодня к разряду редких животных.
В недалёком прошлом, от 1000 до 2000 лет тому назад, существовали два ныне вымерших семейства приматов под названиями Archaeolemuridae и Palaeopropithecidae, которые были связаны близким родством с индриевыми. Эти три семейства образовывали надсемейство индриоидов (Indrioidea). Иногда их считают также подсемействами индриевых.

## Классификация
- Род Avahi — Шерстистые лемуры[1]
  - Avahi betsileo
  - Avahi cleesei
  - Avahi laniger — Восточный шерстистый лемур
  - Avahi meridionalis
  - Avahi mooreorum
  - Avahi occidentalis — Западный шерстистый лемур, или западный мохнатый авахи
  - Avahi peyrierasi
  - Avahi ramanantsoavani
  - Avahi unicolor
- Род Indri
  - Indri indri — Индри, или бабакото
- Род Propithecus — Сифаки, или хохлатые индри, или пропитеки
  - Propithecus diadema — Диадемовый сифака, или белолобый индри
  - Propithecus tattersalli — Золотоголовый сифака
  - Propithecus candidus
  - Propithecus coquereli
  - Propithecus coronatus
  - Propithecus deckeni
  - Propithecus edwardsi
  - Propithecus perrieri
  - Propithecus verreauxi — Сифака Верро, или хохлатый сифака, или хохлатый индри